# المنيل
المنيل الشرقي والغربي (باللهجة المصرية: المَنْيّل، أي "مقياس النيل") هي شياخة من شياخات حي مصر القديمة، ويعد أحد أرقى أحياء القاهرة، يقع في الجزء الشمالي من جزيرة الروضة على النيل ويعرف أيضاً باسم منيل الروضة ومن معالمه قصر الأمير محمد علي وقصر سعيد باشا ذو الفقار (كبير أمناء القصر الملكي) وقصر العيني ومسجد السلطان قايتباي ويتصل المنيل بالجيزة عبر كوبري الجامعة وبالقاهرة عبر ثلاثة كباري هي سيالة المنيل والقصر العيني والميريديان.
ويتبع المنيل قسم مصر القديمة.

## معالم المنيل

### قصر الأمير محمد علي
بُنيّ قصر وحديقة المنيل للأمير محمد علي توفيق بين عامي 1899 و1929. والأمير هو ابن عم الملك فاروق والأخ الأصغر للخديوي عباس حلمي الثاني. وقد تسلمت الدولة المصرية القصر في 1955.

### متحف قصر المنيل
يتكون المجمع من ستة مباني. من بينها متحف توجد فيه تذكارات الصيد الخاصة بفاروق وسراي إقامة الأمير وأثاثه ومتحف يضم بعض تذكارات العائلة. كما يحوي القصر مجموعة من المخطوطات والسجاد والمنسوجات والأعمال النحاسية والنجف. ومن العناصر التي يمكن رؤيتها طاولة مصنوعة من عاج الفيل مطعمة بنحو 1000 قطعة فضية.
شُيدّ فندق الميريديان على جزء من أراضي القصر الأصلية (الواقعة حالياً في حي جاردن سيتي). تحتوي حدائق القصر المتبقية على نباتات وأزهار جميلة في مكان واسع مواجه لفرع صغير من نهر النيل.

### قصر العيني
هو مجمع صحي تعليمي كان في الأصل قصراً بناه شهاب الدين أحمد العيني في عهد المماليك ولما استولى الفرنسيون على مصر خلال الحملة الفرنسية جعلوه مشفى لجنودهم وفي عهد محمد علي باشا اتُخذّ كمدرسة للطب، وفي التسعينات تعرض لعمليات تجديد وتطوير وهو يضم كذلك متحف كلية طب قصر العيني.

### مسجد السلطان قايتباي
شيده السلطان الأشرف أبو النصر قايتباى بين أعوام (1481 م - 1491 م) وكان في الأصل مسجداً بناه الأمير فخر الدين محمد بن فضل سنة 1332 م لكنه تعرض للتخريب فأمر السلطان قايتباي بهدمه وبناءه من جديد ثم تعرض بعد ذلك لحريق أتي على زخارفه وعناصره الخشبية القديمة.

## سكان المنيل
أقام في المنيل ولا يزال العديد من الأدباء والفنانين ورجال السياسة والحكم والتاريخ منهم الأسيوطي والرئيس محمد أنور السادات وإبراهيم الهلباوي وعبدالحليم حافظ وكمال الشناوي وعمار الشريعي وبدر الدين أبو غازي وزير الثقافة الأسبق وغيرهم من أعلام الصحافة والرياضة.

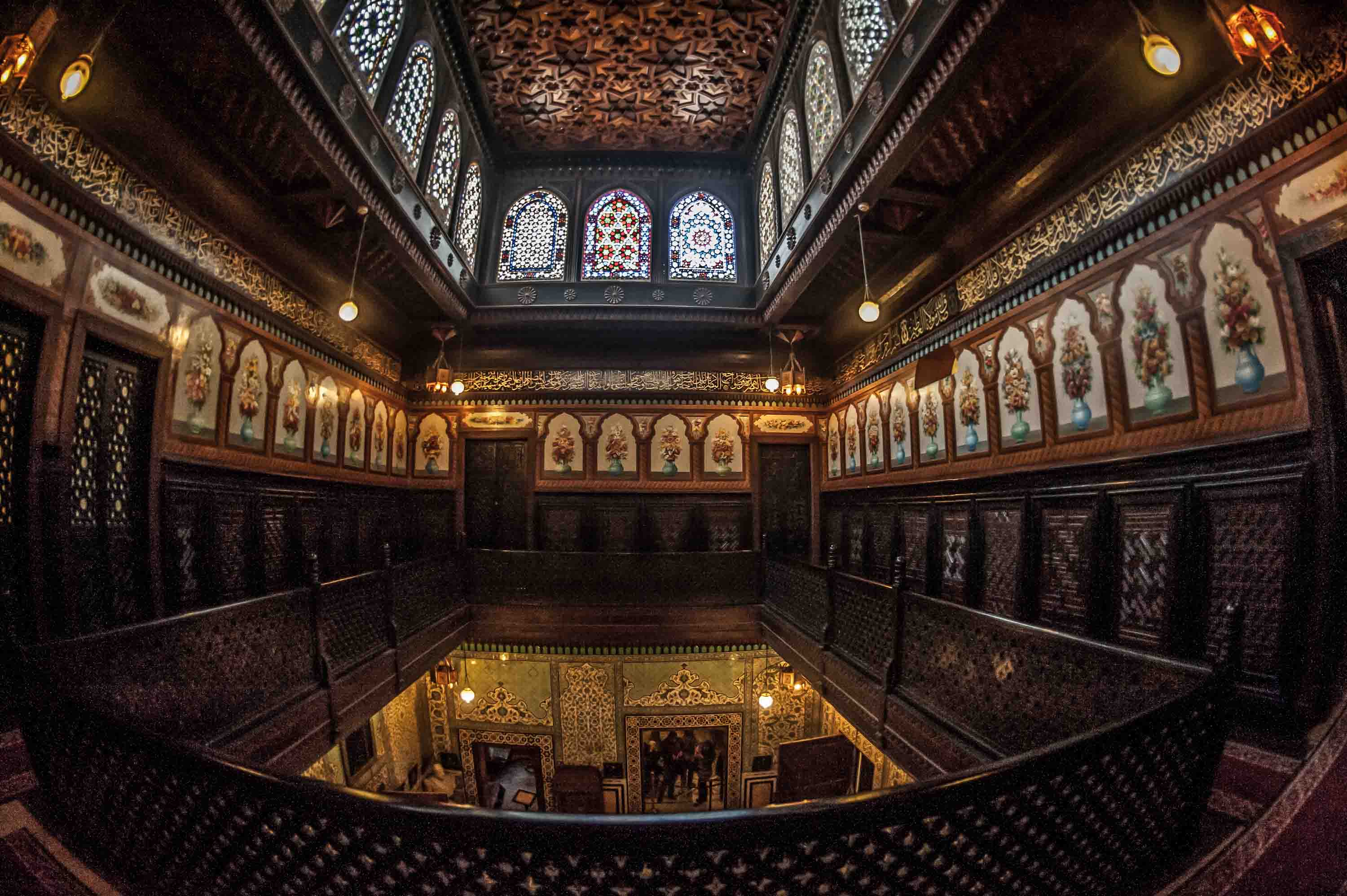
قصر الأمير محمد علي من الداخل
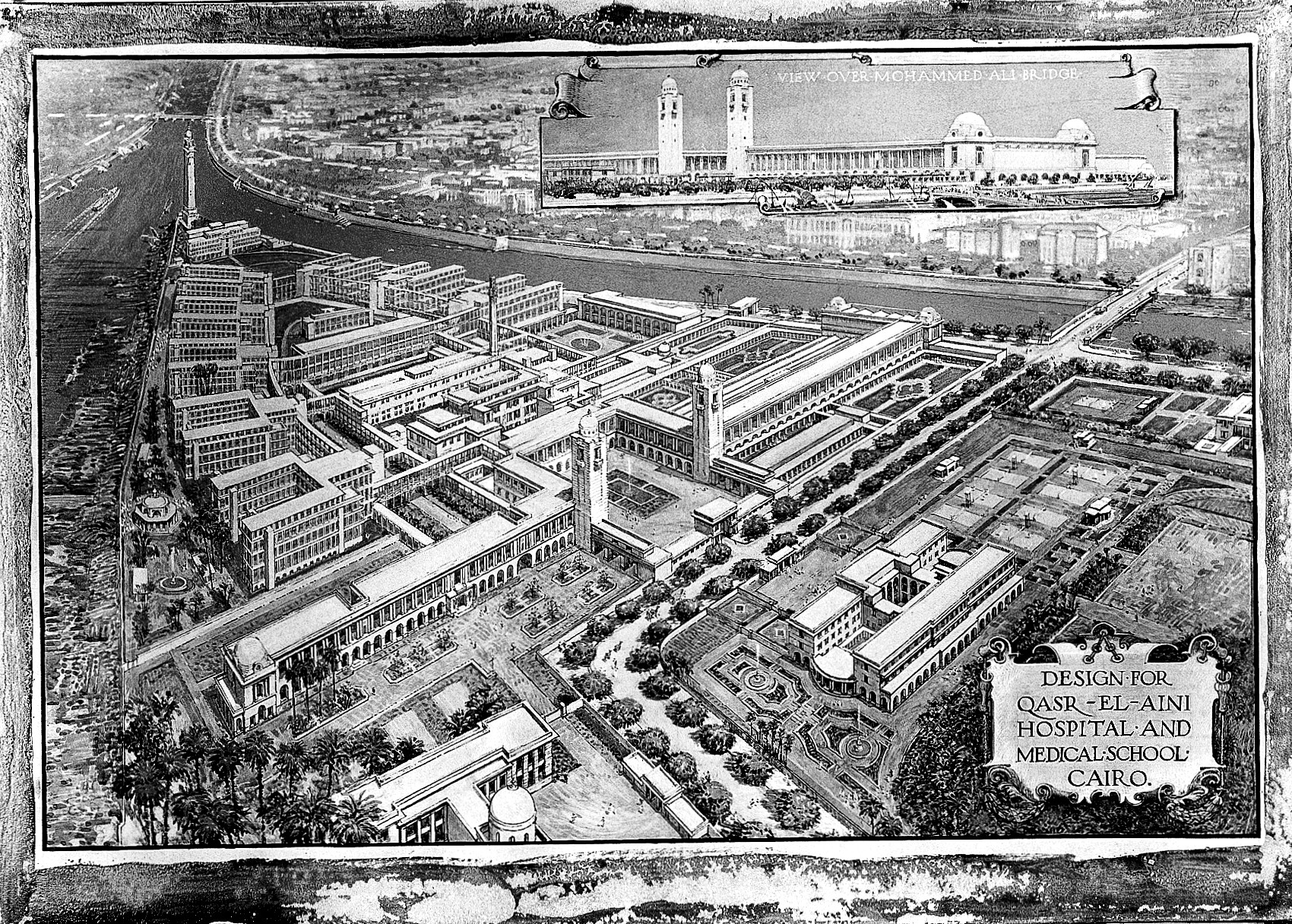
تصميم لمبان قصر العيني في 1922
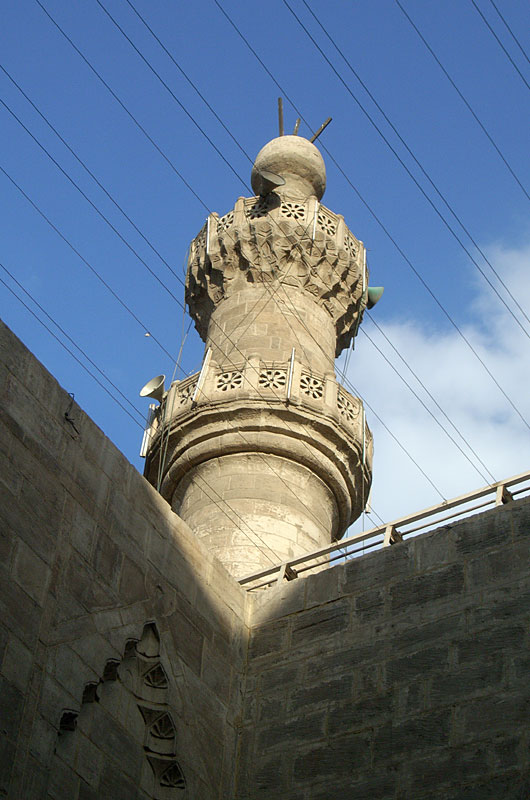
مئذنة مسجد قايتباي بالمنيل

## وصلات خارجية
- بوابة روز اليوسف - المنيل .. حي الأكابر والمشاهير